# Leyla Zanaová

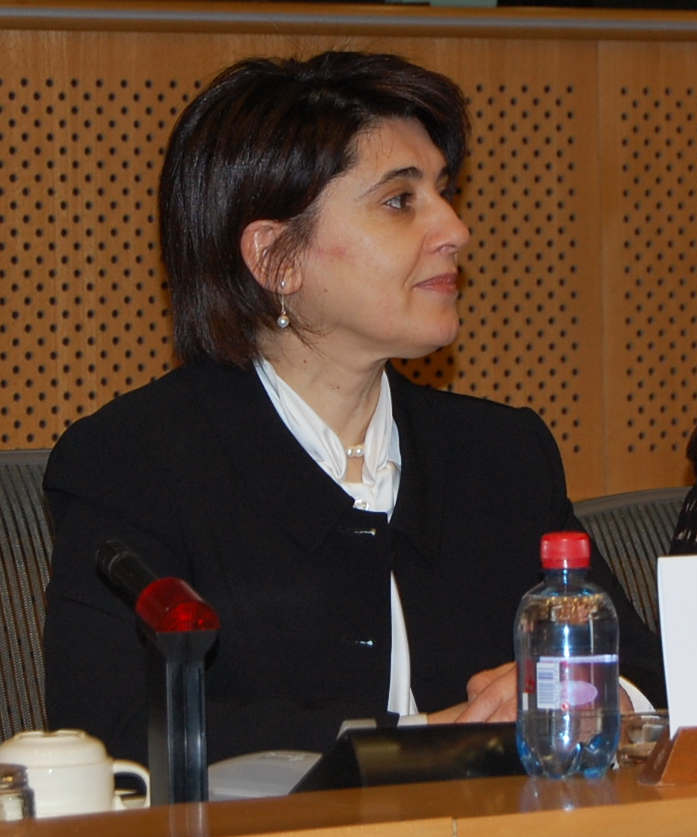
Leyla Zanaová

Leyla Zanaová (* 3. května 1961, Silvan, Diyarbakırská provincie, Turecko) je kurdská politička, který byla 10 let vězněna za své prokurdské aktivity.
V roce 1995 jí byla udělena Sacharovova cena za svobodu myšlení, kterou však nemohla převzít až do svého propuštění v roce 2004.